# Friedrich August von Kauffberg

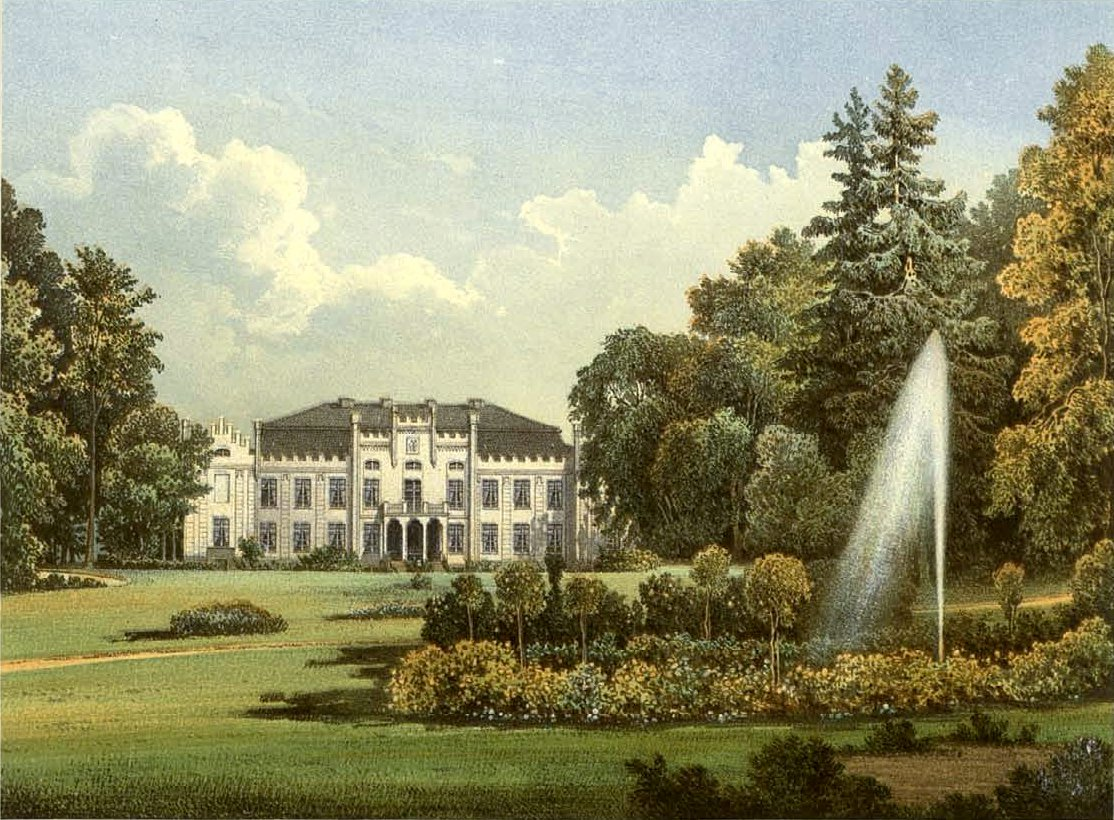
Rittergut Klein-Katz um 1860, Sammlung Alexander Duncker

Friedrich August von Kauffberg (* 2. Juli 1746 in Sondershausen; † 2. Dezember 1808 in Gdingen) war ein preußischer Generalmajor und Chef des Infanterieregiments Nr. 51 sowie Erbherr auf Klein-Katz an der Ostsee bei Danzig.

## Leben

### Herkunft
Friedrich August war der Sohn von Kaspar Heinrich von Kauffberg (* 1. Mai 1698 in Kelbra; † 18. Juli 1750 in Sondershausen) und dessen Ehefrau Auguste Wilhelmine von Loeser (* 23. Juli 1705; † 1770 in Witzenhausen). Sein Vater war fürstlich schwarzburg-sondershauser Kammerdirektor und Erbherr auf Schönstedt und Berga. Seine Mutter war Hofdame am fürstlichen Hof von Sondershausen. Christian Friedrich von Kauffberg († 1741) war ein Onkel.

### Militärkarriere
Kauffberg kam am 1. April 1759 in das Leibregiment von Anhalt-Zerbst. Während des Siebenjährigen Krieges kämpfte er gegen die Franzosen und die Reichsarmee. Dabei nahm er an den Gefechten von Dellinghausen, Grebenstein und Stangenrode teil. Im Jahr 1763 war er Leutnant. Auf Empfehlung des Fürsten von Anhalt-Zerbst holte ihn der preußische König Friedrich II. am 1. April 1773 in seine Dienste. Er wurde Premierleutnant im neuerrichteten Infanterieregiment „Krockow“ Nr. 51 in Marienburg. Am 9. April 1775 wurde er Stabskapitän. Im Bayerischen Erbfolgekrieg war er bei dem Gefecht von Zuckmantel zugegen. Am 24. November 1781 wurde Kauffberg Kapitän und Kompaniechef. Am 20. Januar 1787 wurde er Major und am 1. September 1792 Kommandeur des Grenadierbataillons. In den Jahren 1794/1795 war er im Krieg in Polen und nahm an der Einnahme von Warschau teil. Am 5. Januar 1795 wurde er zum Oberstleutnant und am 22. Mai 1798 zum Oberst  befördert. Kurz danach am 27. November 1798 Kommandeur des Infanterieregiments „Hanstein“ Nr. 51 und am 25. März 1802 wurde er Regimentschef. Am 20. Mai 1802 erhielt er die Ernennung zum Generalmajor. Während der Revue am 2. Juni 1804 erhielt er den Orden Pour le Mérite. Während des Vierten Koalitionskrieges geriet er 1806 bei der Kapitulation von Magdeburg in Gefangenschaft. 1807 wurde er auf halbes Gehalt gesetzt.
Kauffberg verstarb am 2. Dezember 1808 unverheiratet auf seinem Gut Klein-Katz bei Gdingen nahe Danzig.